# Віктор Батіг
Віктор Батіг (у миру Батіг Василь Іванович; нар. 3 травня 1951, Липина) — український церковний діяч, священник-василіянин, магістр новіціяту в Малому Березному, ігумен Підгорецького монастиря; у 1996–1997 роках — протоігумен провінції Найсвятішого Спасителя Василіянського Чину святого Йосафата.

## Життєпис
Народився 3 травня 1951 року в с. Липина (нині Яворівського району Львівської області) в сім'ї Івана Батога (1899—1969) і Анастасії Курляк (1907—1980). У сім'ї було три доньки і п'ять синів. 19 грудня 1980 року вступив до Василіянського Чину (у підпіллі). Пізніше за його прикладом вступили до василіян і двоє його старших братів: Микола — о. Мелетій Батіг, ЧСВВ (*1941) і Семен — бр. Севастіян Батіг, ЧСВВ (1933—2008). 19 грудня 1982 року склав перші обіти, а вічні — 12 лютого 1988 року. Філософсько-богословський вишкіл пройшов у підпільній василіянській семінарії і 1 травня 1988 року таємно був висвячений на священника.
З 1 вересня 1990 до червня 1992 року був ігуменом Жовківського монастиря Різдва Христового. У червні 1992 року на Генеральній капітулі обраний генеральним консультором Василіянського Чину.
24 липня 1996 року протоархимандрит о. Діонисій Ляхович призначив о. Віктора Батога протоігуменом провінції Найсвятішого Спасителя, а 1 серпня офіційно перебрав провід провінцією. Одночасно протоархимандрит призначив провінційних консульторів (радників): о. Івана Майковича (протоконсультор, адмонітор, економ), о. Матея Гавриліва (2-й консультор) і о.  Василя Мендруня (3-й консультор).
Проте, вже 9 серпня 1997 року його протоігуменський уряд було припинено, і о. Віктор від 1997 року був магістром новіціяту при монастирі святого Миколая в Малому Березному (Закарпаття).
З липня 2005 року був настоятелем монастиря святого Михаїла в Імстичово, а з листопада 2007 року — ігумен Підгорецького монастиря.